# Lucian-Blaga-Universität
Die Lucian-Blaga-Universität Hermannstadt (rumänisch: Universitatea "Lucian Blaga" din Sibiu) ist eine staatliche Universität mit Sitz in Hermannstadt (rumänisch: Sibiu) in Rumänien.

## Überblick
Die Geschichte beginnt im Jahr 1940. Zu dieser Zeit suchte die Universität Klausenburg (Cluj) einen Zufluchtsort in dieser Region. Der Grund dafür war der Zweite Wiener Schiedsspruch, durch den Rumänien gezwungen wurde, Nord-Siebenbürgen an Ungarn abzutreten.
Im Jahr 1969 gründete die Universität Klausenburg in Hermannstadt (Sibiu) die Fakultät für Geschichte. Diese wurde im Jahr 1971 zur Fakultät für Sprachen und Geschichte umgewandelt. Die Abteilung für Sprachen umfasste damals Studiengänge für Deutsch, Englisch und Rumänisch. Im gleichen Jahr wurde die Fakultät für öffentliche Verwaltung gegründet. Im Jahr 1972 gründete die Universität Kronstadt (Brașov) mit der Fakultät für Holzverarbeitung eine Niederlassung in Hermannstadt.
Am 5. März 1990 erließ das Ministerium für Nationale Bildung ein Dekret zur Gründung der Universität Hermannstadt, bestehend aus den Fakultäten Literatur, Geschichte und Rechtswissenschaften, Medizin, Nahrungs- und Textilverarbeitung sowie Wissenschafts- und Ingenieurwesen. Im Jahr 1991 wurde die Fakultät für Theologie gegründet.
Am 12. Mai 1995 widmete die Universität Hermannstadt ihren Namen dem rumänischen Schriftsteller und Philosophen Lucian Blaga. Im Jahr 2005 verfügte die Lucian-Blaga-Universität über zehn Fakultäten und eine Abteilung für Fernstudien.
Die ingenieurwissenschaftliche Fakultät ist nach dem Hermannstädter Hermann Oberth benannt. Die Rechtsfakultät trägt den Namen von Simion Bărnuțiu, die Fakultät für Geschichte und Kulturerbe den von Nicolae Lupu. Namensgeber für die medizinische Fakultät ist Victor Papilian, für die orthodoxe Theologische Fakultät Andrei Șaguna.
Das Motto der Universität heißt «Mens agitat molem!» (deutsch: „Der Geist bewegt die Materie!“; Vergil, Aeneis 6, 727)

## Dozenten (Auswahl)
- Heinrich J. Dingeldein
- Horst Schuller Anger
- Peter Groth

## Ehrendoktorate (Auswahl)
- Anton Schwob
- Philipp Harnoncourt

## Studenten (Auswahl)
- Jenny Rasche (* 1983), deutsche Sozialarbeiterin, Bachelor 2012